# Володимирівка (Василівський район)
Володи́мирівка — село в Україні, у Роздольській сільській громаді Василівського району Запорізької області. Населення становить 18 осіб. До 2017 орган місцевого самоврядування — Роздольська сільська рада.

## Географія
Село Володимирівка розташоване за 2 км від лівого берега річки Карачокрак, на відстані 1 км від села Українка. Поруч проходить автомобільна дорога Р37.

## Історія
Село засноване 1921 року.
22 листопада 2017 року Роздольська сільська рада, в ході децентралізації, об'єднана з Роздольською сільською громадою.
12 червня 2020 року, відповідно до розпорядження Кабінету Міністрів України № 713-р «Про визначення адміністративних центрів та затвердження територій територіальних громад Запорізької області», увійшло до складу Роздольської сільської громади.
19 липня 2020 року, в результаті адміністративно-територіальної реформи та ліквідації Михайлівського району, село увійшло до складу Василівського району.

## Населення

### Мова
Розподіл населення за рідною мовою за даними :
| Мова       | Кількість | Відсоток |
| ---------- | --------- | -------- |
| українська | 16        | 88.89%   |
| російська  | 2         | 11.11%   |
| Усього     | 18        | 100%     |